# San Cristóbal de Segovia (kommun)
San Cristóbal de Segovia är en kommun i Spanien.   Den ligger i provinsen Provincia de Segovia och regionen Kastilien och Leon, i den centrala delen av landet, 70 km nordväst om huvudstaden Madrid. Antalet invånare är 2 928.